# Gaspésie
Gaspésie, in het Engels ook wel Gaspé Peninsula genoemd, is een schiereiland in het zuidoosten van de Canadese provincie Quebec. Het schiereiland beslaat een oppervlakte van ongeveer 29.500 km² en wordt begrensd door de Saint Lawrencerivier in het noorden, de Saint Lawrencebaai in het oosten, de Chaleurbaai in het zuiden en de rivier Matapédia in het westen. De noordelijke uitlopers van de Appalachen strekken zich over het gebied uit. Het Chic-Chocgebergte, dat een onderdeel van de Appalachen is, heeft als hoogste punt de top van de Mont Jacques-Cartier, gelegen op 1.268 meter boven de zeespiegel.

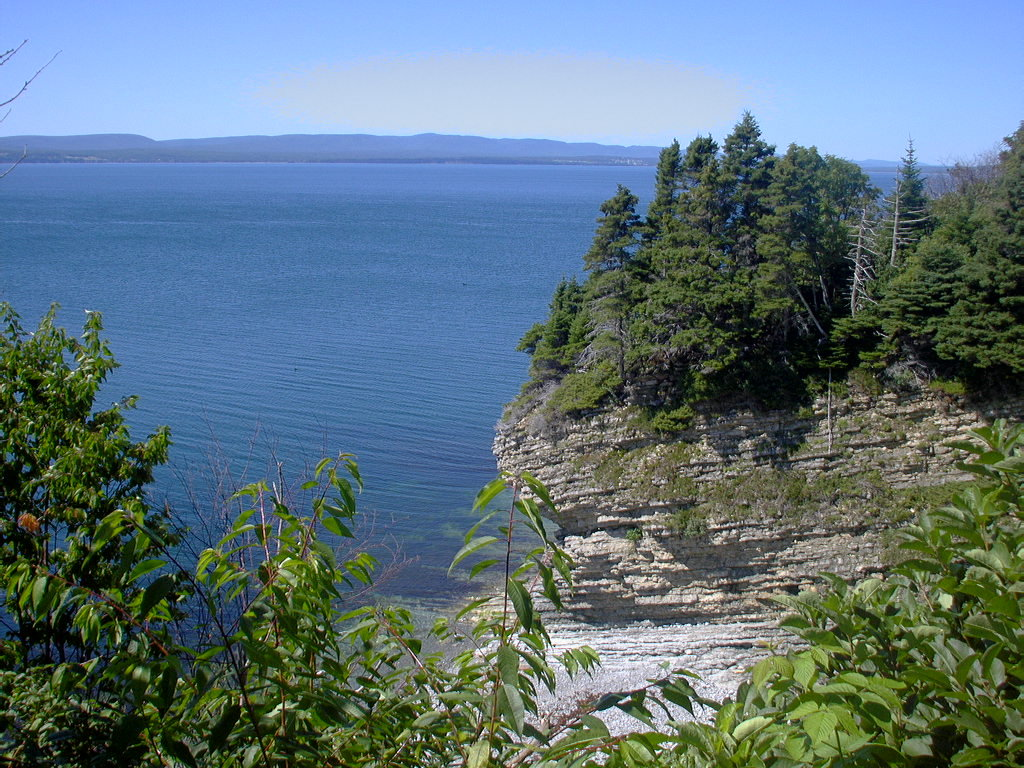
Landschap op Gaspésie

Gaspésie wordt gekenmerkt door vele kleine dorpjes die vooral langs de kust liggen. Het was bij het huidige plaatsje Gaspé dat de ontdekkingsreiziger Jacques Cartier op 24 juli 1534 Nieuw-Frankrijk voor zijn moederland claimde. Vlak bij het vissersdorpje Percé bevindt zich de Rocher Percé, dat het symbool is van het schiereiland. Het eiland Bonaventure, 5 km voor de kust gelegen is een vogelparadijs, met in hoofdzaak jan-van-genten.
Voor de economie van het schiereiland zijn met name de visserij, bosbouw en toerisme van belang.